# Gentiane à feuilles courtes
Gentiana brachyphylla
Espèce
La Gentiane à feuilles courtes (Gentiana brachyphylla) est une espèce de plantes de la famille des Gentianacées.

## Description
Par rapport aux autres gentianes naines, la longueur des feuilles est courte. Les feuilles basales sont un peu plus grandes que celles portées par la tige. La corolle, de forme tubulaire, se trouve à l'extrémité de la tige. La Gentiane à feuilles courtes fleurit au milieu de l'été, de juillet à septembre.

## Habitat et répartition
La Gentiane à feuilles courtes vit typiquement dans les Pyrénées et les Alpes, au-dessus de 2 000 mètres. Elle a été trouvée à 4 200 m sur le Cervin.
Plante pionnière typique, elle préfère les sols rocailleux ou détritiques, faiblement acides et pauvres en calcaire.